# Edmund Rustige
Edmund Rustige OSB (* 14. Februar 1746 in Erwitte; † 21. Juni 1816 in Warstein) war der letzte Abt des Klosters Grafschaft. 

## Leben
Er trat 1767 in das Kloster ein und legte ein Jahr später die Profess ab. Im Jahr 1772 wurde er zunächst zum Subdiakon, dann zum Diakon und schließlich zum Priester geweiht. Ab 1777 war er Novizenmeister in Grafschaft. Im Jahr 1782 wurde er zum Prior und Pastor der unteren Kirche ernannt. Zum Abt wurde Rustige 1786 gewählt und von Erzbischof Maximilian Franz von Österreich als solcher bestätigt. Der Kölner Weihbischof Karl Aloys von Königsegg-Aulendorf weihte ihn zum Abt. 
Durch die Koalitionskriege wurde das Kloster stark belastet. Französische und deutsche Truppen wurden dort einquartiert und Mönche wurden zur Erzwingung von Kriegskontributionen als Geiseln genommen. Der Abt musste zeitweise auf den Zehnthof des Klosters nach Warstein fliehen. 
Am 16. Februar 1804 wurde Rustige der Beschluss zur Aufhebung des Klosters durch die neue hessen-darmstädtische Regierung mitgeteilt. Dem Abt war es gestattet neben Kleidung, Bett und Brevier auch die Einrichtung seines Wohnzimmers mit zu nehmen. Der Abt blieb mit den Mönchen noch bis zum 21. März im Kloster und feierte zum Abschluss das Fest des heiligen Benedikt von Nursia. 
Als Rente erhielt er 2000 Gulden pro Jahr. Er durfte bis zu seinem Tod seine Insignien als Abt führen. Rustige lebte auf dem Klosterzehnthof bei Warstein, wo sich auch die Propstei Belecke befand. Seine Insignien gingen nach seinem Tod auf die Propstei in Belecke über. Begraben ist er in der Kirche von Belecke. Im Jahr 1843 wurde sein Leichnam von der Krypta in die Sakristei überführt.